# 生物特徵護照

具有生物特征信息的电子护照的标志

生物特征护照（electronic passport with biometric information），是一种內置了支持射频识别的电子微处理芯片的护照，芯片内存储有护照的基本信息及持照人的生物特征信息（biometric information）。芯片一般嵌入在护照的正面或封底页中并连接有用于取电和通讯的频射天线。

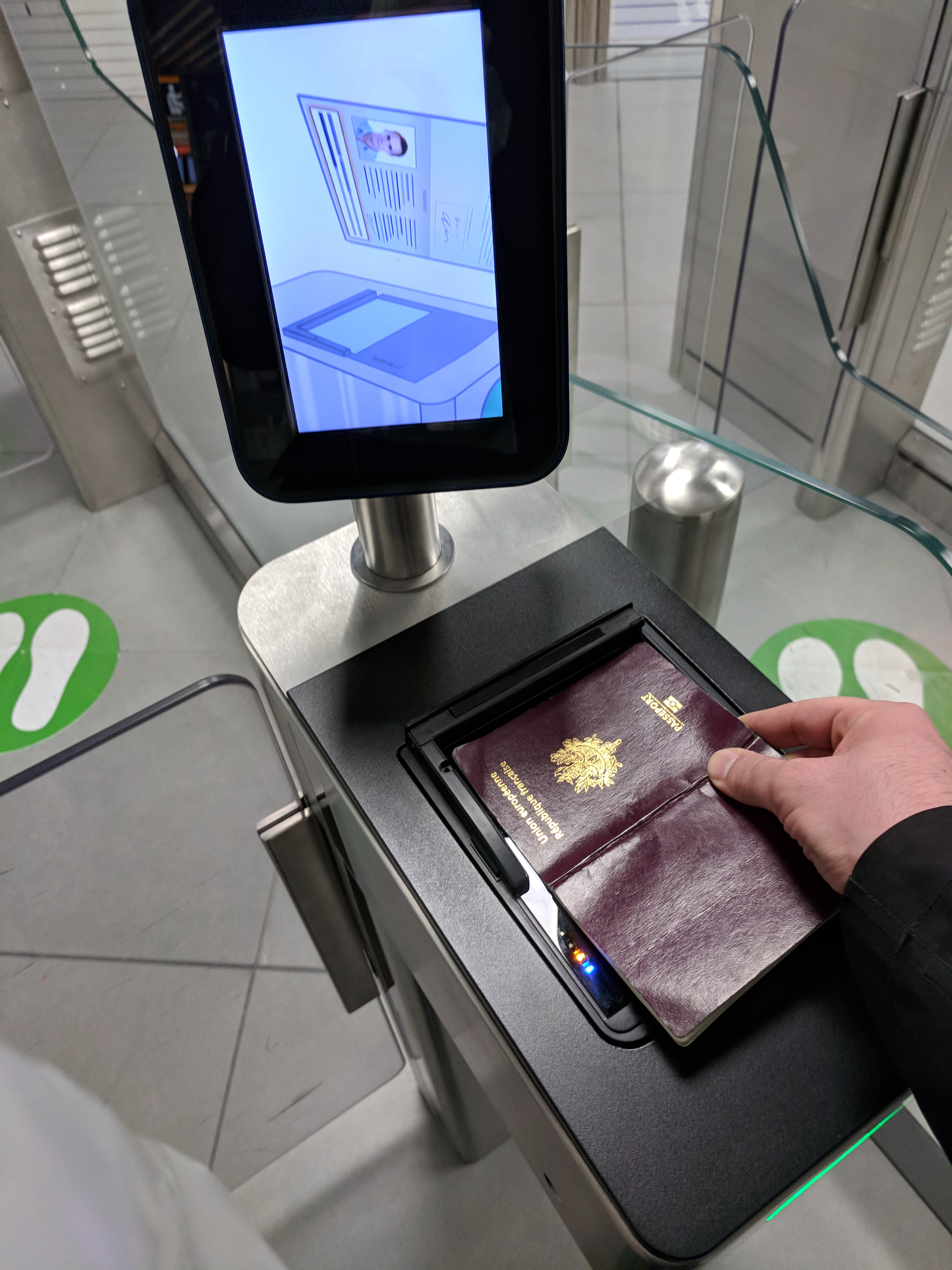
图为使用法国电子护照在意大利某口岸进行自助通关

马来西亚于1998年3月启用电子护照，是全世界第一个推出和使用这项技术的国家，而后国际民航组织对电子护照标准化为Doc 9309文件“电子机读旅行证件（eMRTD）”标准。目前世界各国签发的电子护照均依照此标准设计，此标准規定了生物特徵識別的標準，其中人脸识别为强制性要求，各国签发部门还可选择性对敏感数据进行加密，在此标准中包括了通讯方式、存储格式等内容，如證件持有人的容貌影像须以JPEG或JPEG2000格式存储在芯片内、芯片的存储容量至少32千位元組的EEPROM，应符合ISO/IEC 14443通讯协议，保证与各地区的出入境口岸的护照阅读器可与护照非接触式交互内容，以在出入境口岸利用人臉識別、指纹和虹膜等生物特徵識別功能來验证旅行證件持有人的身份。存储在晶片内的生物特征信息带有公開金鑰基礎建設数位签名，以保證生物特徵資料的准确性。符合标准的生物特徵護照封面印有「電子旅行證件」的標誌。

## 各地生物特徵護照

地图中深绿色地区已开始签发电子护照

### 馬來西亞生物特徵護照

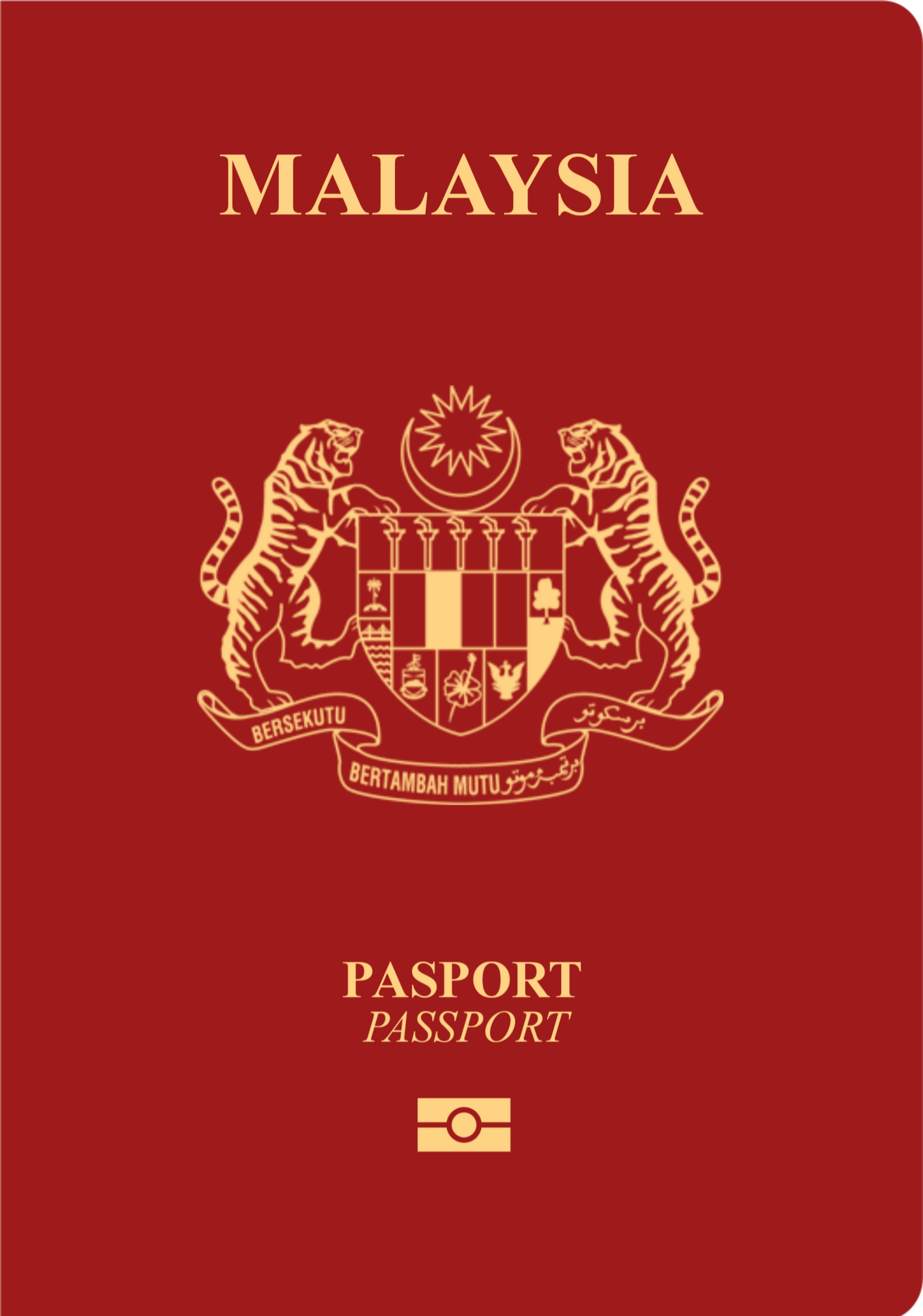
马来西亚护照是全球首個推出生物特徵技术的護照

马来西亚护照（英語：Malaysian Passport）是马来西亚移民局签发给马来西亚公民的海外旅行证件。在此之前其马来语拼音是“Paspot Malaysia”，但在1980年代已经改成“Pasport”并沿用至今。馬來西亞于1998年3月推出生物特徵護照，是全球首個推出生物特徵護照的出入境地區。
马来西亚护照申请及更新的程序如今非常快捷，通常新护照可在付款的一小时后便可领取。於马来西亚移民局全国分行均设立的“护照更新kiosks”（KiPPas）更可让护照申请者可以自行付款且办理其护照申办手续，无需再排队等待透过柜台办理其护照申办手续。
《1966年马来西亚护照法令》（英語：Laws of Malaysia - Malaysian Passport Act, 1966）是管制出入境人员拥有和制作护照或旅行证件及相关事务的主要立法法令。

### 中華民國晶片護照

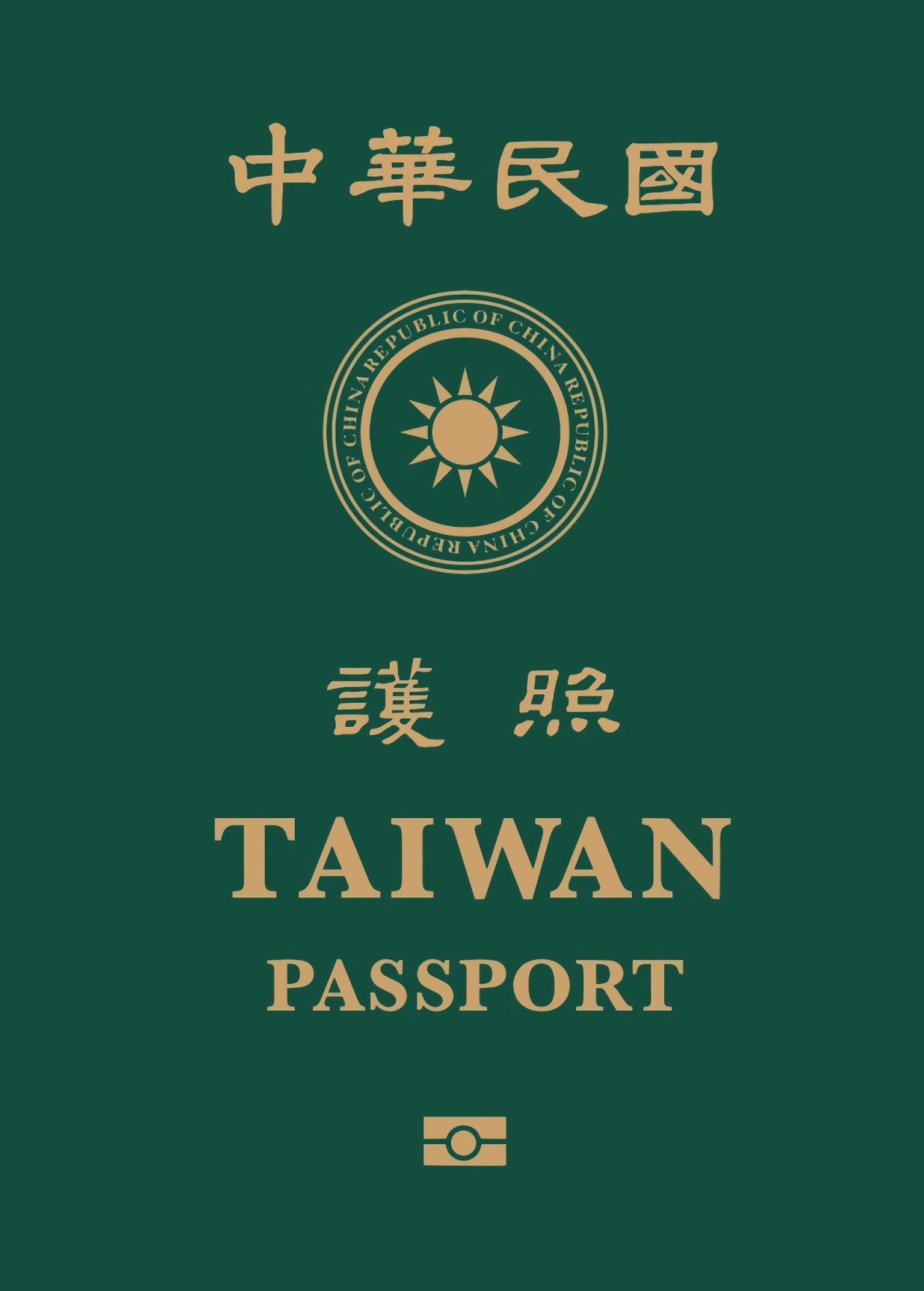
2021版中華民國晶片護照封面

中華民國外交部領事事務局於2008年12月29日起發行晶片護照，由中央印製廠負責製作。晶片護照外觀與原版護照相同，僅於封面下方加印世界通行之晶片護照標誌。在個人資料頁中，增加第二影像以加強識別與防偽之功效。內頁數則由現行之48頁增為52頁。內頁圖案全部更新，以台灣各地之景點地標（如台北101、台中公園湖心亭等）、重大建設（台灣高鐵）及台灣特有生物（台灣寬尾鳳蝶）等為圖案主題。
護照規費為每本新台幣1,600元，自2013年1月1日起調降為新台幣1,300元。但未滿14歲者，每本收費新台幣1,200元，自2013年1月1號起調降為新台幣900元另外，旅居海外之中華民國國民，可就近至各駐外館處申請晶片護照；自2013年1月起，晶片護照費用已調整為45美元。
該晶片護照的最大特色在於封底內襯頁左上方植入一枚非接觸式晶片，用來儲存資料頁登載資料及持照人照片影像，資料一經寫入無法更改，大幅地提升護照防偽功能。
根據中華民國外交部所發表的內容指出，護照內晶片儲存內容並無指紋、虹膜等項目，個人隱私可獲保障。晶片有效讀取距離僅數厘米，在正常使用情形下，護照資料没有泄露的风险。

### 中华人民共和国電子護照

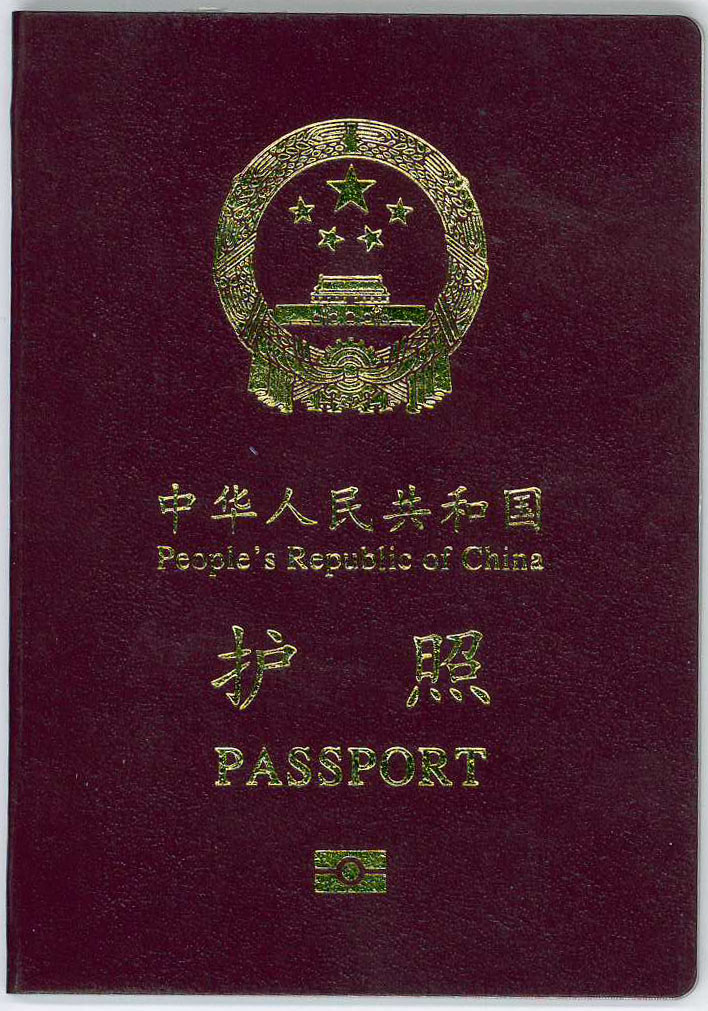
中华人民共和国电子护照

中华人民共和国公安部2010年6月10日起就中国电子普通护照主题图案公开征求意见。电子护照一共48页，除个人资料页、备注页等护照功能页外，有40页将印刷主题图案，宣传中国的自然、历史、人文、民族等。主题图案的名称为“辉煌中国”，采用了常光、荧光及水印三种图案形式。其中水印图案选择的是中国56个民族的人物形象，常光、荧光主题图案则分别选取了“天安门”、“长城”、“天坛”3个国家形象代表元素，各省、自治区、直辖市具有地域代表性的元素34个。对电子护照的收费标准维持不变。
2011年1月30日，中华人民共和國因公電子護照試點簽發啟動儀式1月30日上午在北京舉行。
2011年7月1日，中華人民共和國因公電子護照（包括外交護照、公務護照和公務普通護照三類）開始在北京試點簽發；同年9月1日，因公電子護照試點擴大至遼寧省、浙江省和福建省，並將於2012年在全國範圍內推廣因公電子護照。
2011年12月20日，中华人民共和国公安部部長孟建柱簽署第118號公安部令，正式公佈已經於2011年11月23日在公安部部長辦公會議上獲得通過的《公安部关于修改<中华人民共和国普通护照和出入境通行证签发管理办法>的决定》，該決定將於2012年3月1日起施行。修改後的管理辦法加入了電子普通護照的簽發規定，其中電子普通護照的芯片內將登載護照的登記項目資料和持照人的面部肖像及指紋信息，且年滿十六周歲的公民在申請電子普通護照時將會被現場採集指紋。
2012年3月15日起，山東省開始試點簽發電子普通護照，同年5月15日正式在全國範圍內啟用新版電子普通護照。

#### 香港特别行政区電子護照
香港特別行政區入境事務處自2007年2月5日起簽發使用生物特徵認證技術的特區電子護照（HKSAR e-Passport），是兩岸四地中最早開始簽發電子護照的區域。封面設計與以往的特區護照基本相同，護照內置非接觸式晶片，儲存顯示於個人資料頁上的相片及個人資料。成人32頁本HK$370，成人48頁本HK$460（有效期為十年）；孩童32頁本HK$185，孩童48頁本HK$230（有效期為五年）。

#### 澳門特别行政区電子護照
澳門特別行政區身份证明局自2009年9月1日起簽發，使用生物特徵認證技術的特區電子護照（Macao SAR Electronic Passport），護照內置非接觸式晶片，封面設計與以往的特區護照基本相同，护照规格为125×88 mm，48页，使用中文繁体字、葡文和英文三种文字。封皮为深绿色软皮，封面均印有中华人民共和国国徽的烫金图案和护照中、葡、英文全称的烫金文字。内页采用印有长城水印图案的专用纸张，有彩虹底纹，浮雕形莲花图案。护照在签发时，除在资料页上打印持有人照片和个人资料外，还将在证件的备注页上加注持有人的身份证号码、照片和指模等内容。收費為430澳門元，加快另收150澳門元。而且澳門特別行政區護照更是世界上少有增加指紋識別作防偽措施的生物特徵電子護照。

### 新加坡生物特徵護照
新加坡移民與關卡局自2006年8月15日推出新加坡生物特徵護照（BioPass）；並如期可持續美國入境免簽證計劃，令新加坡特徵護照持有人繼續有90日美國免簽證待遇。

### 日本生物特徵護照
日本政府於2006年3月20日以後，所發放的護照都是內藏晶片的生物特徵護照。

### 歐洲

#### 歐盟暨歐洲經濟區生物特徵護照
欧盟成員國和欧洲经济区成员国同意使用電子肖像和指紋識別的護照儲存（但至今指紋識別未能加上護照內），以預防偽造冒用旅行證件的發生。護照申請費用以下：

此為2006年版英國國民(海外)護照上的生物特徵資料晶片，2010年版護照晶片已改為內置於封面內

- 奧地利（2006年6月16日開始發行）：成人€69，孩童無晶片本€26。
- 比利時（2004年10月開始發行）：成人€71，孩童€41加本地稅；有效期為5年。
- 保加利亞（2010年3月開始發行）：成人7─225 BGN（視乎頁數、處理需時及申請人年齡），孩童7─75 BNG（視乎處理需時及申請人年齡）；有效期為5年。
- 捷克（2006年9月開始發行）：成人600 CZK (有效期為10年），孩童100 CZK（有效期為5年）。
- 丹麥（2006年8月開始發行）：成人600 DKK，孩童155 DKK，65歲以上350 DKK。
- 芬蘭（2006年8月21日開始發行）：€46（有效期為5年）。
- 法國（2006年4月開始發行）：€86/€42/€17。
- 德國（2005年11月開始發行）：25歲等於或以下（有效期為5年）€37.50，大於26歲以上（有效期為10年）€59.00；2007年3月後的申請表格會加入指紋識別於護照內 。
- 希臘（2006年8月26日開始發行）：€76,40（有效期為5年）
- 匈牙利（2006年8月29日開始發行）：6,000 HUF（有效期為5年），10,000 HUF（有效期為10年）。
- 冰島（2006年5月23日開始發行）：成人ISK 5,100，孩童及67歲以上ISK 1,900。
- 愛爾蘭（2006年10月16日開始發行）：€75(有效期為10年）；65歲以上高齡人士免費。
- 意大利（2006年10月26日開始發行)：32頁本€44.66，48頁本€45.62，（有效期為10年）。
- 拉脫維亞（2007年11月20日開始發行）：Ls15（有效期為5年）。
- 立陶宛 （2006年8月28日開始發行）：LTL 60（€17）。
- 盧森堡（2006年8月28日開始發行）：€30。有效期為 5年。
- 馬耳他（2008年10月8日開始發行）：16歲以上€70（有效期為 10年），10-16歲€35（有效期為5年），10歲以下€14（有效期為2年）。
- 荷蘭（2006年8月28日開始發行）：約€49.33
- 波蘭（2006年8月開始發行）：成人140 PLN（有效期為10年）。
- 葡萄牙（2006年7月31日開始發行特別特徵護照；2006年8月28日發行普通32頁本特徵護照）：成人€70，12歲以下€40，65歲以上高齡人士€50（有效期為5 years）。
- 羅馬尼亞（2008年12月31日開始發行）：266列伊（€67），（有效期為5年）
- 斯洛伐克（2008年1月15日開始發行）
- 斯洛文尼亞（2006年8月28日開始發行）：8,635 SIT（€36）成人，（有效期為10年）。7360 SIT（€31）发给3-18岁的未成年人，有效期5年 6,595 SIT （€28）发给3岁以下儿童，有效期3年。 所有护照均为32页，如需申请48页版本，则需另外支付500 SIT（€2）。
- 西班牙（2006年8月28日開始發行）有计划在三年内包括两个食指的指纹。 30岁以下5年有效，30岁以上10年有效，申请费用为€16.50。
- 瑞典（2005年10月開始發行）：SEK 400（有效期為10年）。
- 冰島（非欧盟国家，为欧洲经济区国家）護照，於2006年5月23日開始發行生物特徵護照。
- 挪威（非欧盟国家，为欧洲经济区国家）護照，於2005年10月1日開始發行生物特徵護照。

#### 北馬其頓共和國護照
於2007年4月2日開始發行生物特徵護照。

#### 瑞士護照
於2006年9月4日開始發行生物特徵護照。

#### 土耳其護照
於2010年1月1日開始發行生物特徵護照。

#### 烏克蘭護照
於2008年6月開始發行生物特徵護照。

#### 英國護照
於2006年3月開始發行：成人£72.50(32頁)，£85.50(48頁)(十六歲或以上，有效期為10年)，小童£46(十六歲以下，有效期為5年)；1929年9月2日或之前出生人士免費。

### 美國生物特徵護照
美國國務院自2006年8月14日開始發行美國生物特徵護照；外交及服務生物特徵護照更在2006年初推出  （页面存档备份，存于）。美國生物特徵護照不像歐洲國家一般，只有護照持有人的相片儲存在非接觸式晶片內。不過，64千數位方式記憶體的非接觸晶可容立未來其他生物特徵的需要。

### 澳大利亞生物特徵護照
澳洲生物特徵護照自2005年開始發行。與美國生物特徵護照一樣，只有護照持有人的相片儲存在非接觸式晶片內。澳洲境內出入境關片更被提升來協助護照持有人迅速過關。

### 新西蘭生物特徵護照
與澳洲和美國生物特徵護照一樣，只有護照持有人的相片儲存在新西蘭生物特徵護照內的非接觸式晶片。护照申请费用是成人NZ$199,儿童NZ$115,有效期均为10年.

### 加拿大生物特徵護照
加拿大自2002年開始發行擁有持有人相片的護照。未來版本可能被附設儲存持有人個人資料的非接觸式晶片。

### 巴基斯坦生物特徵護照
巴基斯坦內政部出入境護照局自2004年10月25日推出多種特徵護照。

### 文莱生物特徵護照
文莱于2007年2月17日引入生物特徵護照。这些护照是由印钞与晶片卡制造商德国捷德公司 (G&D)生产以满足免签证计划的要求。文莱电子护照拥有和其他生物特征护照同样的功能。

### 委內瑞拉生物特徵護照
自2007年7月開始發行生物特徵護照。其中除了個人照片之外，還有包含指紋資料在內。

### 阿爾巴尼亞護照
於2009年1月開始發行生物特徵護照。

### 波斯尼亞和黑塞哥維那護照
計劃於2009年12月開始發行生物特徵護照。

### 克羅地亞護照
計劃於2009年7月1日開始發行生物特徵護照。

### 多米尼加共和國護照
於2004年5月開始發行生物特徵護照。

### 印度護照
於2008年6月25日開始發行生物特徵護照。

### 伊朗護照
於2007年7月1日開始發行生物特徵護照。

### 伊拉克護照
於2009年4月開始發行生物特徵護照。

### 黎巴嫩護照
計劃於2009年開始發行生物特徵護照。

### 摩爾多瓦護照
於2008年1月1日開始發行生物特徵護照。

### 黑山護照
於2008年開始發行生物特徵護照。

### 菲律賓護照
於2009年8月11日開始發行生物特徵護照，第一本是向格洛麗亞·雅羅育總統發出。新的電子護照有很多安全特徵，包括一個隱藏的加密影像，超薄全像攝影薄膜及封入晶片。費用950披索。

### 俄羅斯護照
於2006年開始發行生物特徵護照。

### 塞爾維亞護照
於2008年7月7日開始發行生物特徵護照。

### 索馬里護照
於2006年10月10日開始發行生物特徵護照。

### 南非護照
於2009年4月8日開始發行生物特徵護照。

### 南韓護照
於2007年開始發行生物特徵護照。

### 蘇丹護照
於2009年5月開始發行生物特徵護照。

### 泰國護照
於2005年5月26日開始發行生物特徵護照。

### 土庫曼斯坦護照
於2008年7月10日開始發行生物特徵護照。

## 反對
不少國家的私隱權活動人士均質疑護照晶片儲存何種個人資料，問題在於其資料透過免接觸RFID無線傳輸進行，使之成為重大漏洞，有心人士可利用特定儀器套取個人資料，假如其資料未經加密處理，則可引致嚴重後果。

## 外部連結
- PCCW's Unihub Awarded HKSAR Electronic Passport System Contract （页面存档备份，存于）
- ASK awarded by GPO for the US electronic passport
- Axalto Supports GPO Decision on U.S. Electronic Passport
- Biometric-based passport in the works
- Information about the ePassport
- MIFARE sets contactless interface standard （页面存档备份，存于）
- Personal information stored in the passport's chip is vulnerable to hacking （页面存档备份，存于）
- US Names the day for biometric passports （页面存档备份，存于）
- The new German biometric Passport （页面存档备份，存于）
- Biometry in Passports, Radboud University Nijmegen (NL)